# José Aja
José Aja, vollständiger Name José Manuel Aja Livchich, (* 10. Mai 1993 in Montevideo) ist ein uruguayischer Fußballspieler.

## Karriere

### Verein
Der 1,93 Meter große Defensivakteur Aja rückte zur Apertura 2014 aus der Nachwuchsmannschaft in den Erstligakader von Nacional Montevideo auf. Sein Debüt in der Primera División gab er unter Trainer Álvaro Gutiérrez am 30. August 2014 bei der 1:2-Heimniederlage gegen El Tanque Sisley, als er in der 30. Spielminute für Rafael García eingewechselt wurde. In der Spielzeit 2014/15, die sein Team als uruguayischer Meister abschloss, wurde er sechsmal (kein Tor) in der höchsten uruguayischen Spielklasse und zweimal (kein Tor) in der Copa Libertadores 2015 eingesetzt. In der Apertura 2015 folgten vier weitere Erstligaeinsätze (kein Tor). Zudem lief er dreimal in der Copa Sudamericana 2015 auf und schoss ein Tor.
Anfang Februar 2016 wechselte er innerhalb der Liga auf Leihbasis zum Racing Club de Montevideo. In der Clausura 2016 kam er dort zu zwei Erstligaeinsätzen (kein Tor). Im Juli 2016 folgte ein weiteres Leihgeschäft Nacionals mit Orlando City. Anschließend wechselte er fest nach Orlando. Dort spielte er die Saison 2017, ehe er Anfang 2018 zu den Vancouver Whitecaps wechselte. Nach einem einjährigen Gastspiel bei Unión Española in Chile wechselte er 2020 in die MLS zu Minnesota United, wo sein Vertrag allerdings nicht verlängert wurde. Aja kam wieder nach Chile zurück und schloss sich den Santiago Wanderers an, mit denen er in der Saison 2021 abstieg. Nach dem Abstieg wechselte der Abwehrspieler Anfang 2022 in seine Heimat zum River Plate FC. Im Juni 2022 unterschrieb er in Kolumbien bei Independiente Santa Fe. Im Dezember 2023 gab Ligakonkurrent Independiente Medellín die Verpflichtung Ajas bekannt.

### Erfolge
- Uruguayischer Meister: 2014/15